# Boeing Black
Boeing Black és un telèfon intel·ligent Android segur creat per Boeing i BlackBerry Limited, dirigit a les comunitats de defensa militar i governamental (Estats Units) i persones «que necessiten mantenir les comunicacions i les dades segures». El 27 de febrer de 2014, Boeing es va presentar a la Comissió Federal de Comunicacions dels Estats Units.
Segons Boeing Defense, Space & Security Division, The Black té Característiques implantades funcions de seguretat de maquinari, es pot configurar mitjançant polítiques de programari i té capacitats de modularitat infinites. El telèfon es pot autodestruir si es manipula, i disposarà de dues ranures per a targetes SIM.
Boeing Black també ofereix modularitat. Té un port d'expansió que permet la integració addicional de sensors o altres aplicatius com podrien ser la connexió amb un satèl·lit o incrementar la bateria.